# Flashdance... What a Feeling
«Flashdance... What a Feeling» es una canción interpretada por Irene Cara, compuesta por Giorgio Moroder, Cara y Keith Forsey, y utilizada para la película Flashdance, de 1983.
Es uno de los temas más representativos de la década de los ochenta, principalmente por brindarle en el año 1983, un premio Óscar al filme y a la mejor canción, ganando también un premio Grammy en 1984 por mejor interpretación vocal femenina.
Creada especialmente para la película; Flashdance... What a Feeling se ubicó en el 1.º lugar de las Listas de popularidad en Estados Unidos y en el 2.º lugar en el Reino Unido.

## Argumento
Giorgio Moroder originalmente grabó la canción junto a Joe Esposito; la compañía Paramount Pictures le pidió a Moroder que grabara la canción una vez más pero con una cantante femenina —con un género paralelo al baile de la protagonista de la película— contratando entonces a Cara como vocalista.
Obtuvo una nominación por Grabación del Año.
En la versión del formato 12" de la canción se incluye  letra  adicional, donde también se encuentra un segundo puente musical con un solo de guitarra. Fue el único éxito que alcanzó el 3.er puesto en el ranking  Billboard de fin de año durante el año 1983. En 2008, fue colocada en el 26.to puesto puesto en la Billboard's All Time Top 100, que conmemora el 50 aniversario de la lista «Billboard Hot 100».
La banda sonora tiene la versión que generalmente se escuchaba por las estaciones de radio. La canción aparece dos veces en la película, durante la secuencia de títulos de apertura y en el apoyo para la rutina de audición de Alex en la secuencia final. Ambas versiones fueron grabadas especialmente para la película, y tienen diferentes arreglos de la versión del álbum.

## Versiones
La canción fue versionada por numerosos artistas:
- Una versión en idioma francés "Danse ta vie", fue lanzada por New Paradise And Tiffany en 1983, y por Sylvie Vartan en el mismo año.
- Existe una versión en idioma japonés de "What a Feeling (Flashdance)" interpretada por Miki Asakura, misma que fue utilizada como el tema opening del dorama de 1983 producido por TBS "Stewardess Monogatari", protagonizado por Chiemi Hori, quien interpreta a una joven aspirante a azafata de Japan Airlines (JAL), esta misma  canción aparece en su álbum de "Dancin' M" de 1984.
- En 1985 Céline Dion incluyó su versión cantada en vivo en su álbum Céline Dion en concert.
- El suizo DJ BoBo regrabó la canción junto a Irene Cara en el año 2000. Esta versión logró ingresar en varias listas europeas.[2]
- La cantante belga Petra de Steur realizó su versión en 2002, la cual alcanzó la posición #44 en Bélgica.[3] La cantante Gisela la grabó ese mismo año.
- En 2005, la banda de música dance Global Deejays sampleó la melodía original en su sencillo "What a Feeling (Flashdance)".[4]
- En 2009, la cantante mexicana María José versionó este tema que fue utilizado para una campaña publicitaria de la compañía mexicana Cerveza Sol.[5]
- En 2012, las actrices y cantantes Lea Michele y Jenna Ushkowitz cantaron esta canción en el episodio Props de la exitosa serie Glee
- En 2017 la marca de café y dulces argentina Bonafide versionó en un comercial esta canción parodiando la frase What a feeling con la frase ¡Bon-a-fide! por su 100 aniversario.
- En 2023 Malena Gracia la grabó como single.

## Posicionamiento en listas y certificaciones
| Lista (1983)                           | Mejor posición |
| -------------------------------------- | -------------- |
| Alemania (Media Control AG)            | 3              |
| Australia (Kent Music Report)          | 1              |
| Austria (Ö3 Austria Top 40)            | 4              |
| Bélgica (Flandes) (Ultratop 50)        | 22             |
| Canadá (RPM Top Singles)               | 1              |
| España (afyve)                         | 1              |
| Estados Unidos (Billboard Hot 100)     | 1              |
| Estados Unidos (Hot Dance Club Play)   | 1              |
| Estados Unidos (Adult Contemporary)    | 4              |
| Estados Unidos (Hot Black Singles)     | 2              |
| Unión Europea (European Singles Chart) | 1              |
| Italia (Italian Singles Chart)         | 1              |
| Japón (Oricon)                         | 1              |
| Noruega (VG-lista)                     | 1              |
| Nueva Zelanda (Recorded Music NZ)      | 1              |
| Países Bajos (Dutch Top 40)            | 13             |
| Reino Unido (UK Singles Chart)         | 2              |
| Suecia (Sverigetopplistan)             | 1              |
| Suiza (Schweizer Hitparade)            | 1              |

| País           | Fin de década (1980–1989) | Posición |
| -------------- | ------------------------- | -------- |
| Estados Unidos | Billboard Hot 100         | 1        |

| País            | Organismo certificador | Certificación   | Ventas    |
| --------------- | ---------------------- | --------------- | --------- |
| Canadá          | CRIA                   | 2× Platino      | 200 000   |
| Estados Unidos  | RIAA                   | Oro             | 1 000 000 |
| Francia         | SNEP                   | Platino         | 1 365 000 |
| Japón           | RIAJ                   |                 | 697 000   |
| Reino Unido     | BPI                    | Plata           | 250 000   |
| Ventas totales: | Ventas totales:        | Ventas totales: | 3 512 000 |

### Sucesión en listas
| Anterior: «Let's Dance» de David Bowie                 | Billboard Hot 100 — Sencillo Nro 1 28 de mayo de 1983 — 8 de julio de 1983      | Siguiente: «Every Breath You Take» de The Police  |
| Anterior: «Beat It» de Michael Jackson                 | RPM Singles Chart — Sencillo Nro 1 4 de junio de 1983 — 18 de junio de 1983     | Siguiente: «Electric Avenue» de Eddy Grant        |
| Anterior: «Total Eclipse of the Heart» de Bonnie Tyler | Kent Music Report — Sencillo Nro 1 11 de junio de 1983 — 1 de julio de 1983     | Siguiente: «Australiana» de Austen Tayshus        |
| Anterior: «Juliet» de Robin Gibb                       | Swiss Singles Chart — Sencillo Nro 1 10 de julio de 1983 — 6 de agosto de 1983  | Siguiente: «Moonlight Shadow» de Mike Oldfield    |
| Anterior: «Let's Dance» de David Bowie                 | Hot Dance Club Play — Sencillo Nro 1 11 de julio de 1983 — 14 de agosto de 1983 | Siguiente: «The Safety Dance» de Men Without Hats |
| Anterior: «The Heat Is On» de Agnetha Fältskog         | Topplistan — Sencillo Nro 1 9 de agosto de 1983 — 19 de septiembre de 1983      | Siguiente: «Moonlight Shadow» de Mike Oldfield    |